# Toggenburger Bank

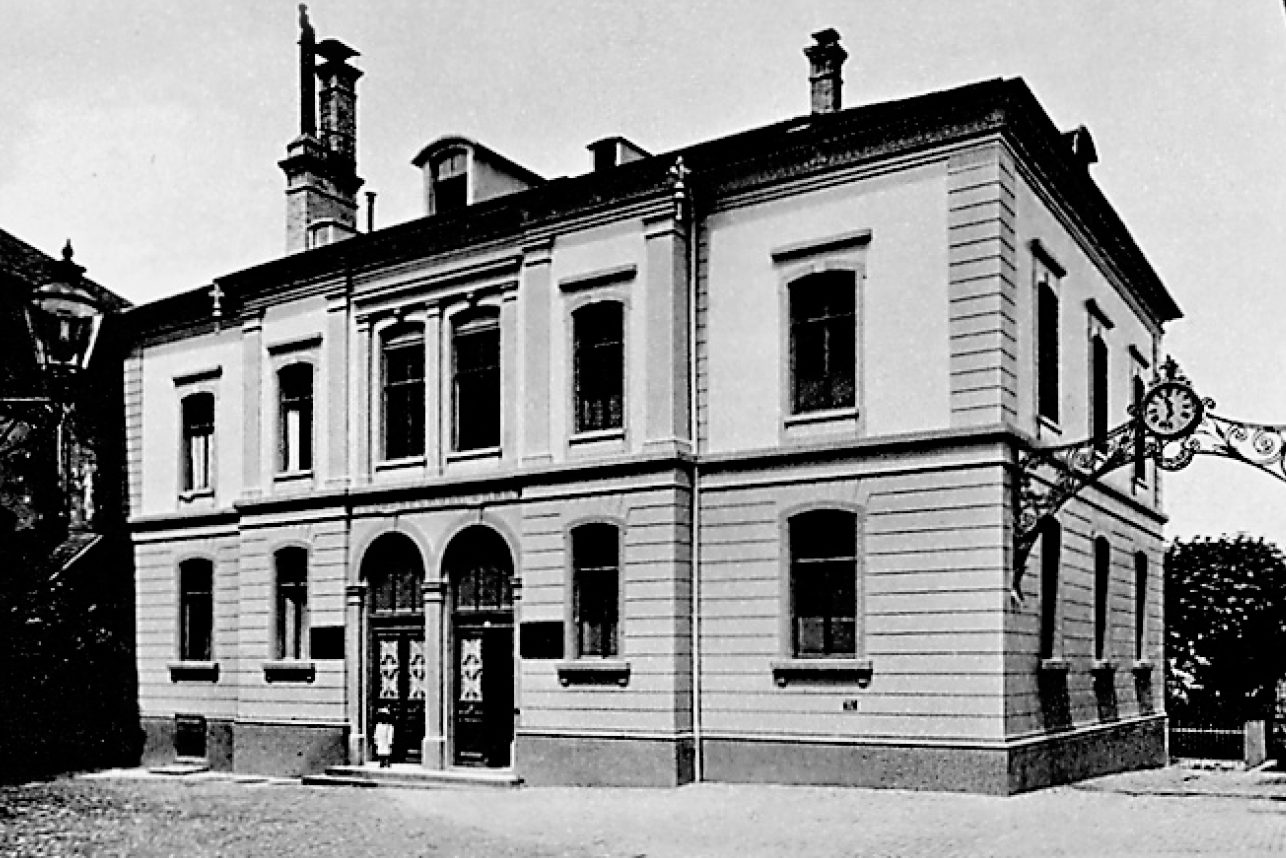
Die Toggenburger Bank im Jahre 1863 in Lichtensteig

Die Toggenburger Bank ist eine der Vorgängerinnen der ehemaligen Schweizerischen Bankgesellschaft und späteren UBS. Nach der Gründung im Jahr 1863 fusionierte die Toggenburger Bank 1912 mit der Bank in Winterthur. Aus dieser Fusion entstand die Schweizerische Bankgesellschaft.

## Geschichte

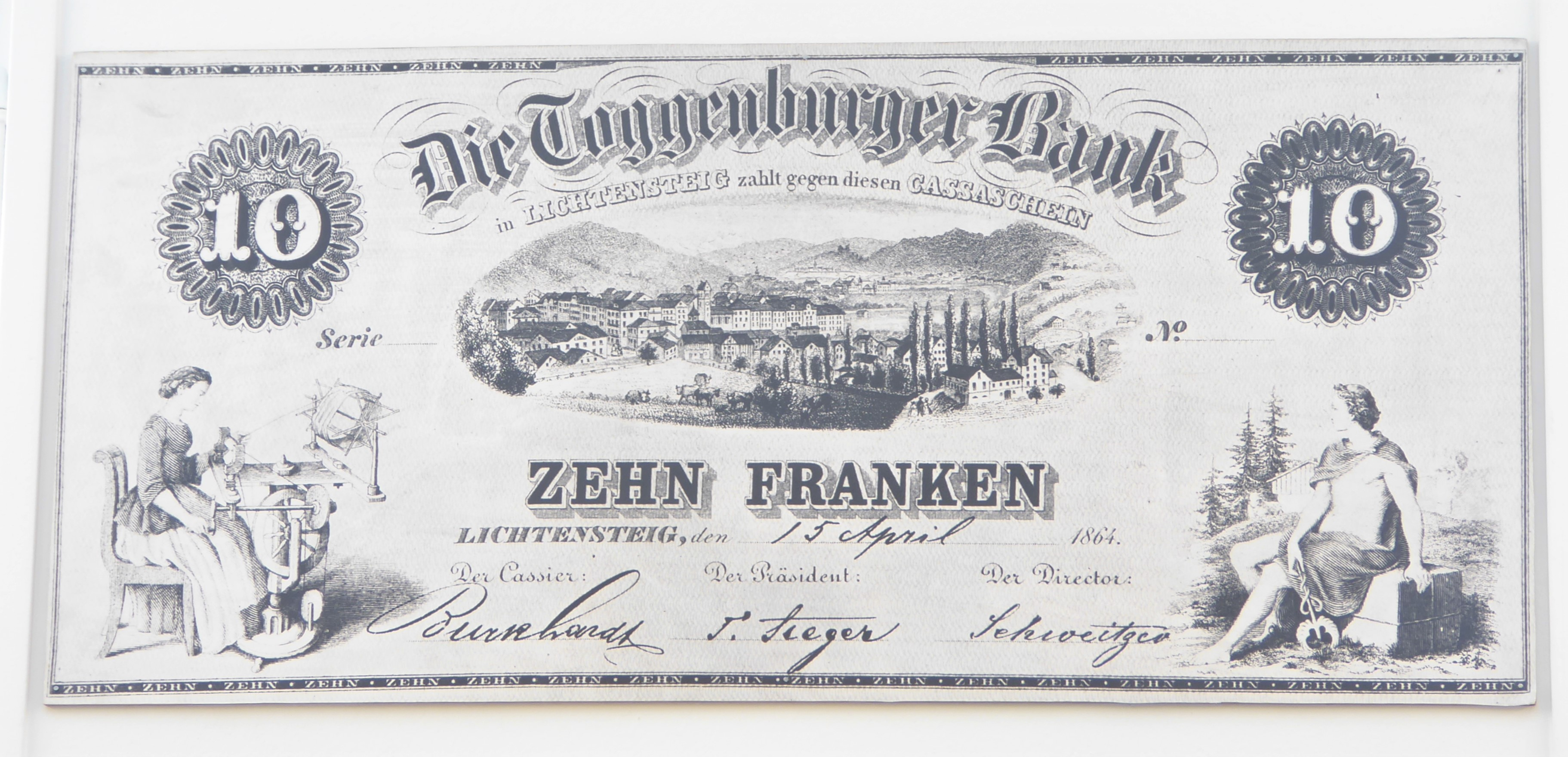
10-Franken-Note der Toggenburger Bank in Lichtensteig

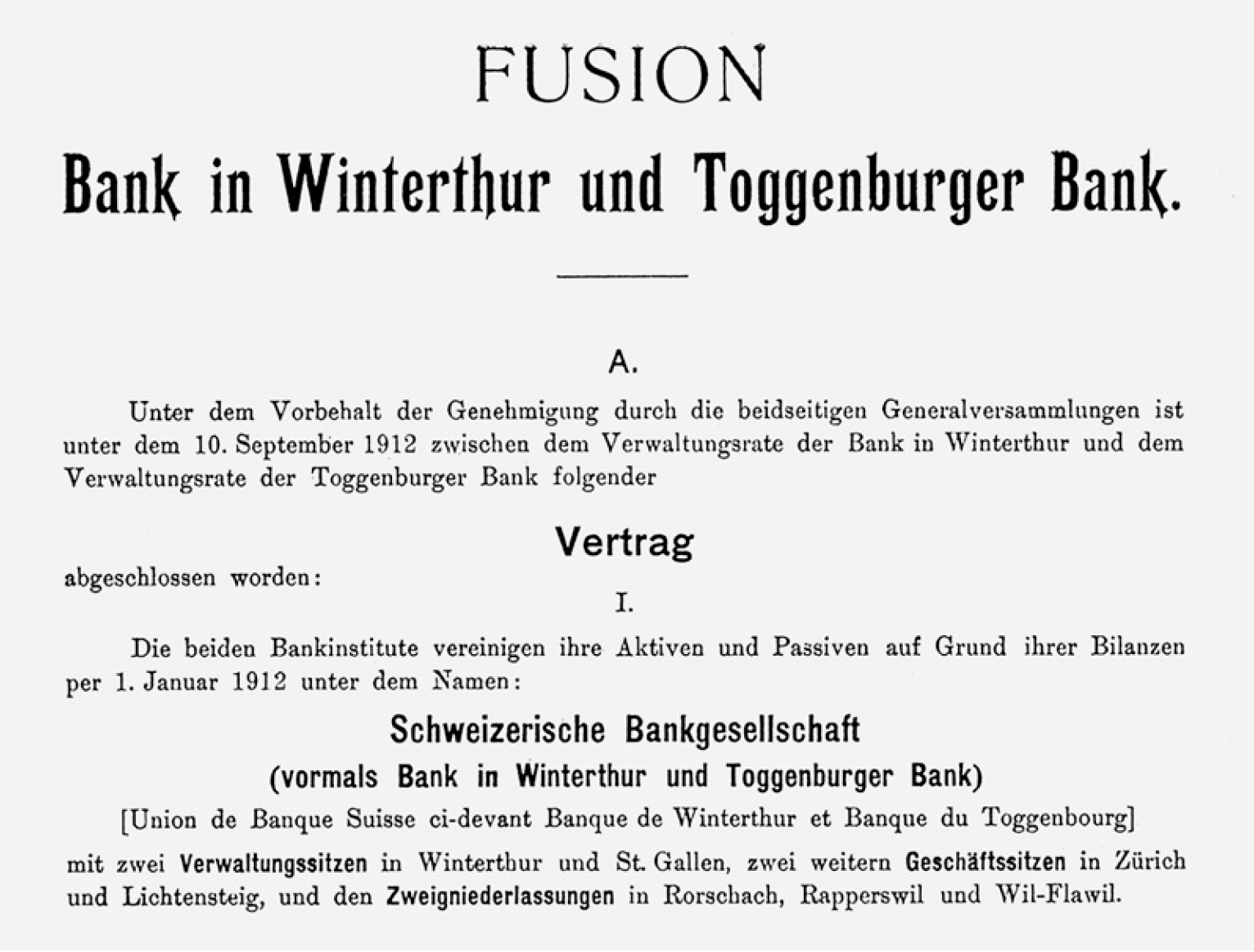
Ankündigung der Fusion der Bank in Winterthur mit der Toggenburger Bank zur Schweizerischen Bankgesellschaft im Jahr 1912

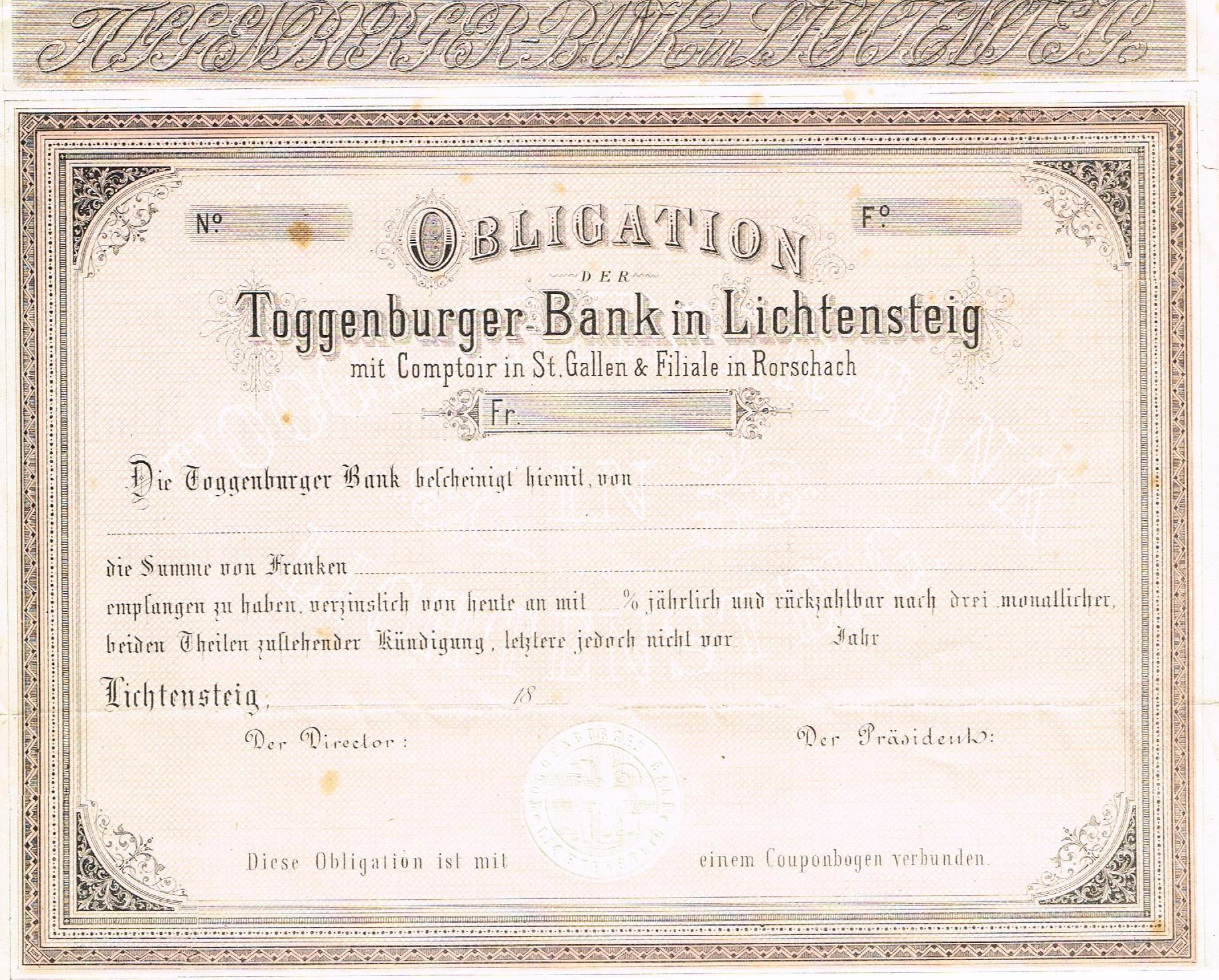
Blankette einer Obligation der Toggenburger Bank

1863 wurde die Toggenburger Bank in Lichtensteig mit einem Anfangseigenkapital von 1,5 Millionen Schweizer Franken gegründet.
Die Toggenburger Bank war eine Bank für Privatkunden aus der Ostschweiz. Im Jahr 1882 eröffnete die Toggenburger Bank eine Filiale in St. Gallen und begann, ihre Geschäfte langsam dorthin zu verlegen.
Die Schweizerische Bankgesellschaft entstand 1912 aus der Fusion der Toggenburger Bank mit der Bank in Winterthur. Die dadurch entstandene Bank verwaltete Vermögen von rund 202 Millionen Franken und verfügte über ein Eigenkapital von 46 Millionen Franken. In den kommenden Jahren begann die Bank, ihr Zentrum von St. Gallen und Winterthur nach Zürich zu verlegen. 1917 wurde der neue Hauptgeschäftssitz an der Zürcher Bahnhofstrasse eröffnet.
Die Bank hatte wegen der verschiedenen Landessprachen mehrere Namen. In der Deutschschweiz wurde die Bank Schweizerische Bankgesellschaft (SBG) genannt. Der englische Name für die Schweizerische Bankgesellschaft war Swiss Banking Association. Dieser Name wurde 1921 jedoch auf Union Bank of Switzerland geändert, um der französischen Form Union de Banques Suisses näher zu stehen.